# France Télévisions

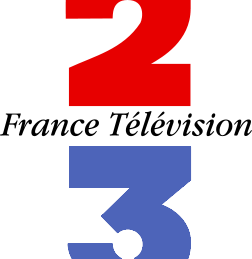
Logotip del 7 de setembre de 1992 al 7 de gener de 2002

L'empresa pública France Télévisions és el primer grup audiovisual de França i està formada per les següents cadenes: 
- France 2
- France 3
- France 4
- France 5
- TV5 Monde
- El circuit de La 1re en els territoris d'ultramar de França (comprèn 10 cadenes de televisió i 10 emissores de ràdio públiques).

La radiotelevisió pública francesa té participació en Euronews i en la cadena de notícies France 24. També participa en la producció cinematogràfica, l'edició, la distribució, la publicitat i els serveis multimèdia. France Télévisions també participa en altres societats com CFI, TV5, Arte i Médiamétrie.
El 2007, la influència del grup comprenia al voltant de quaranta societats i donava feina a prop d'11 000 persones.

## Seu
La seu de France Télévisions és a París, en un edifici creat per l'arquitecte Jean-Paul Viguier. Les obres de construcció van començar el 1994 i van acabar el 1998. La seu té 57.100 metres quadrats de superfície i 35 metres d'alçada.
La construcció d'aquest edifici va servir per ajuntar els centres de producció de France 2 i France 3, que anteriorment es trobaven separats. S'ha obert, també, noves extensions per habilitar les seus de France 4 i France 5.

## Finançament
France Télévisions es finança a través de tres fonts. La principal és un cànon televisiu que comprèn més del 60% del pressupost, i també es finança a través de la venda de recursos i programes per una banda, i de la publicitat per l'altra.
Des de l'any 2009 s'ha reduït el sistema de publicitat amb la intenció d'eliminar-la completament en un futur.